# ادوین فلک
ادوین فلک (انگلیسی: Edwin Flack؛ ۵ نوامبر ۱۸۷۳–۱۰ ژانویه ۱۹۳۵) با نام کامل ادوین هارولد تدی فلک دونده و بازیکن تنیس اهل استرالیا بوده‌است.
از افتخارات وی می‌توان به کسب مدال طلا ۸۰۰ متر و ۱۵۰۰ متر دو و میدانی و همین‌طور مدال برنز تنیس دو نفره در بازی‌های المپیک تابستانی ۱۸۹۶ اشاره کرد.